# Platja d'As Lapas
La platja d'As Lapas és una petita platja urbana de la ciutat de la Corunya, situada al costat de la Torre d'Hèrcules. Té la distinció de Bandera blava.
Disposa de lavabos i dutxes, i durant els mesos d'estiu també vigilància, servei de salvament i primers auxilis. En autobús es pot arribar amb les línies 3A i 5.